# Liste d'églises avec piscine liturgique
Une piscine est destinée à recueillir et écouler l'eau utilisée pour le rituel de purification.

## Allemagne
- Homberg (Efze) - (Hesse)

## France
Cette liste par départements n'est pas exhaustive.

### Ain
- Sainte-Croix

### Aude
- Puivert, chapelle du château fort, au troisième niveau du donjon

### Calvados
- Mezidon, chapelle de Sainte Marie aux Anglais, piscine à deux bassins.

### Charente-Maritime
- La Rochelle, chapelle au deuxième étage de la Tour Saint-Nicolas
- Abbaye de Sablonceaux

### Côte-d'Or
- Semur-en-Auxois

### Dordogne
- Lussas-et-Nontronneau, Église Sainte-Radegonde de Fontroubade

### Hautes-Pyrénées
- Saint-Sever-de-Rustan

### Indre-et-Loire
- Rigny-Ussé, église Notre-Dame de Rigny.

### Meurthe-et-Moselle
- Malzéville, église Saint-Martin
- Virecourt, Église Saint-Servan

### Moselle
- Lorry-Mardigny, église Sainte-Croix

### Oise
- Villers-sous-Saint-Leu, église Saint-Denis

### Orne
- Sainte-Céronne-lès-Mortagne, église Sainte-Céronne

### Rhône
- Lozanne

### Savoie
- Séez

### Seine-et-Marne
- Villeneuve-le-Comte ;
- Amponville : Église Notre-Dame-de-l'Assomption d'Amponville.
- Chamigny: Eglise Saint Etienne

### Somme
- Amiens, cathédrale Notre-Dame
- Dreuil-Hamel, Airaines notre Dame

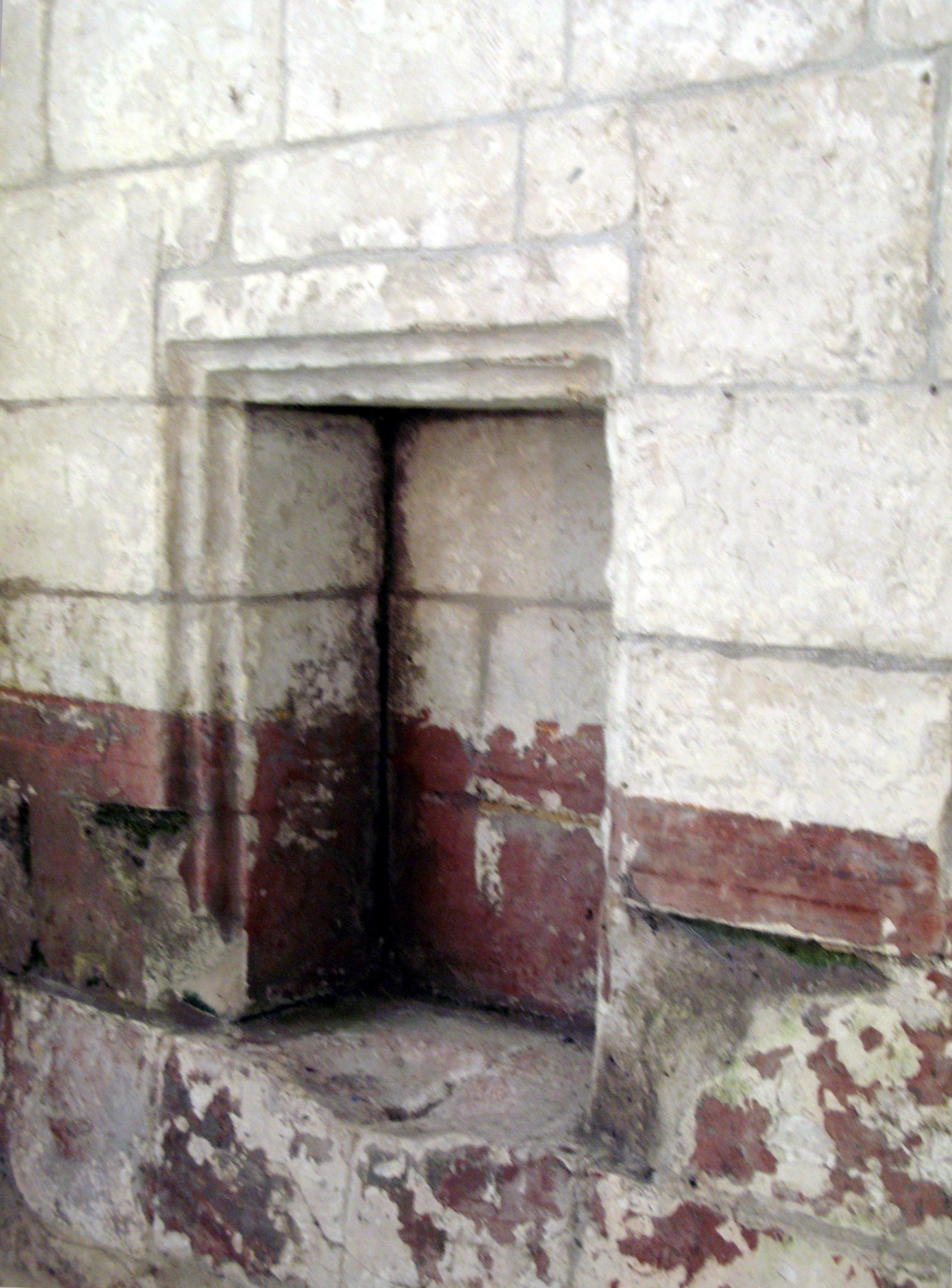
La moins décorée des 2 piscines de Fieffes-Montrelet

- Fieffes-Montrelet : L'église de Fieffes comporte 2 piscines.
- Conty: église Saint-Antoine

### Yonne
- Montréal
- Basilique Sainte-Marie-Madeleine à Vézelay

### Yvelines
- Trappes : Église Saint-Georges : l'église, construite entre le IXe et le XIIe siècle est démolie en 1700 ; seule subsiste une piscine sculptée aux parois ornées d'une fleur de lis extrêmement stylisée et d'une branche d'olivier. Celle-ci était autrefois destinée à recueillir l'eau utilisée lors des baptêmes par aspersion. Naguère, cette piscine contenait l'eau bénite avec laquelle les fidèles se signaient en entrant dans l'église. D'une largeur de 73 cm, d'une longueur de 76 cm, et d'une profondeur de 37 cm. Elle se trouve, aujourd'hui au centre technique municipal.